# Darrell Tryon
Darrell Tryon (né le 20 juillet 1942, décédé le 15 mai 2013) est un professeur de linguistique néo-zélandais à l'Université nationale australienne, en particulier à l'Institut sur l'Asie et le Pacifique (Research School of Pacific and Asian Studies). Son domaine de recherche porte sur les langues austronésiennes, notamment celles du Vanuatu et des îles Salomon, ainsi que sur les créoles et les pidgins du Pacifique.

## Biographie
Après avoir étudié à l'université de Canterbury et s'être installé en Australie en 1965, il écrit sa thèse sur les langues des îles Loyauté. Revenu à l'ANU en 1973, il se consacre aux langues du Vanuatu (alors Nouvelles-Hébrides). En 1978, il commence une étude sur les langues des îles Salomon, publiée en 1983. Ce travail aboutit à une étude de référence, le Comparative Austronesian Dictionary (1995) dont il est l'éditeur. En 1997, il coédite The Atlas of Languages of Intercultural Communication avec Stephen Wurm et Peter Mühlhäusler. Plus récemment, il a publié un ouvrage (Pacific Pidgins and Creoles : Origins, Growth and Development, 2004) sur les pidgins et créoles du Pacifique (avec J.-M. Charpentier, CNRS Paris).